# Haute autorité de la communication
Ne doit pas être confondu avec HACA.
Pour les articles homonymes, voir HAC.
La Haute autorité de la communication (abrégé en HAC) est l'organisme guinéen de régulation de la communication. Elle a été mise en place le 22 juin 2010, en remplacement de l'ancien Conseil national de la communication et dans le cadre de la transparence et le pluralisme de la presse guinéenne.
Cet organisme est dirigé par Boubacar Yacine Diallo depuis le 25 août 2020.

## Mission
Selon le décret L/2010/003/CNT/ du 22 juin 2010[réf. non conforme], la Haute autorité de la communication a pour missions de veiller :
- au respect du principe d’égalité des usagers des communications ;
- au respect de la pluralité des courants de pensée et d’opinion dans les services publics de communication ;
- au respect des dispositions relatives à la création, à la propriété intellectuelle et à la gestion des entreprisses de presse ;
- au respect des dispositions de la présente loi et de celles des cahiers des charges et conventions régissant le secteur.

## Composition
En 2010, la Haute autorité de la communication comprend 11 membres d'âgés au moins 35 ans, pour un mandat unique de cinq ans. En 2020, la composition de la HAC passe à 13 membres, lesquels sont nommés comme suit :
- un membre par le Président de la République ;
- deux membres par le président de l’Assemblée Nationale ;
- un membre par le Conseil Supérieur de la Magistrature ;
- cinq membres par les Associations de presse ;
- un membre par les Postes, Télécommunications et NTIC ;
- un membre par le Collectif des imprimeurs, des libraires, des bibliothécaires et des archivistes ;
- un membre par le Collectif du cinéma et de la photographie ;
- un membre par les imprimeurs.

Les titulaires désignés en 2020 sont connus du grand public.

## Liste des présidents depuis 2010
| N° | Prénoms et nom         | Date de debut | Date de fin  |
| -- | ---------------------- | ------------- | ------------ |
|    | Martine Condé          | 10 mars 2015  | 25 août 2020 |
|    | Boubacar Yacine Diallo | 25 août 2020  | En fonction  |